# Капетанович, Изудин
Изудин Капетанович (хорв. Izudin Kapetanović; 1 сентября 1953, Тузла, СФРЮ) — боснийский политический и государственный деятель, премьер-министр Боснии и Герцеговины (31 января 1996 — 18 декабря 1996), учёный-электротехник, педагог, профессор, доктора философии и технических наук, ректор Университета Тузлы (ноябрь 2000- февраль 2006).

## Биография
Окончил в 1976 году электротехнический факультет Сараевского университета. Получил степень доктора философии на факультете электротехники Университета Тузлы.
В 2008 году обучался в аспирантуре в Высшей технической школе Ильменау (Германия). В этот период активно занимался научной работой в области численных расчетов электромагнитных и температурных трехмерных полей методом конечных элементов, является одним из пионеров в этой области.
Вернувшись в Боснию и Герцеговину, получил докторскую степень в этой области, как первый доктор технических наук в области электротехники в университете Тузлы.
С 1976 года работал в Университете Тузлы. На электротехническом факультете Университета Тузлы занимал все должности от ассистента до профессора. С 1986 по 1988 год занимал должность заместителя декана, с 1988 по начало 1998 года — должность декана факультета электротехники (и машиностроения) Тузлинского университета. В 2010 году получил звание профессора Университета Тузлы, а затем Университета Сараево. Заведующий кафедры теоретической электротехники и кафедры силовой электротехники электротехнического факультета Университета Тузлы.
Во время войны основал кафедру электротехнического факультета, координировал работу теплоэнергетической системы по производству, передаче и распределению энергии и выполнял обязанности директора электрораспределительной системы г. Тузла.
Автор более 100 научных и профессиональных работ. Опубликовал несколько книг в области электротехники. Подготовил несколько кандидатов и докторов науки.
Член Партии демократического действия.
В 1996 году занимал пост премьер-министра Федерации Боснии и Герцеговины, затем до марта 1998 года — министр энергетики, горнодобывающей промышленности в правительстве Федерации Боснии и Герцеговины.
В 2000—2006 был ректором Университета Тузлы. Является экспертом Совета Европы по высшему образованию и одним из авторов закона о высшем образовании в Боснии и Герцеговине. Член группы экспертов по разработке законодательства о юридических лицах в сфере высшего образования. В качестве члена Координационного комитета по высшему образованию в Боснии и Герцеговине и Конференции ректоров Боснии и Герцеговины внёс значительный вклад в совершенствовании реформ в области высшего образования в других университетах. Является соавтором Закона о высшем образовании в Боснии и Герцеговине (декабрь 2005) и членом Государственной рабочей группы по высшему образованию. Кроме того, представлял на многочисленных конференциях, научных собраниях и семинарах реформы высшего образования, модели финансирования, управления и организации высшего образования в Боснии и Герцеговине и Юго-Восточной Европе.